# Farol do Porto Moniz
De Farol do Porto Moniz is een vuurtoren op het Portugese eilandje Ilhéu Mole bij het eiland Madeira. Hij staat aan de noordkust van het eiland Madeira bij de plaats Porto Moniz op de top van een rots.
De toren is opgetrokken in beton met een zeshoekige vorm.

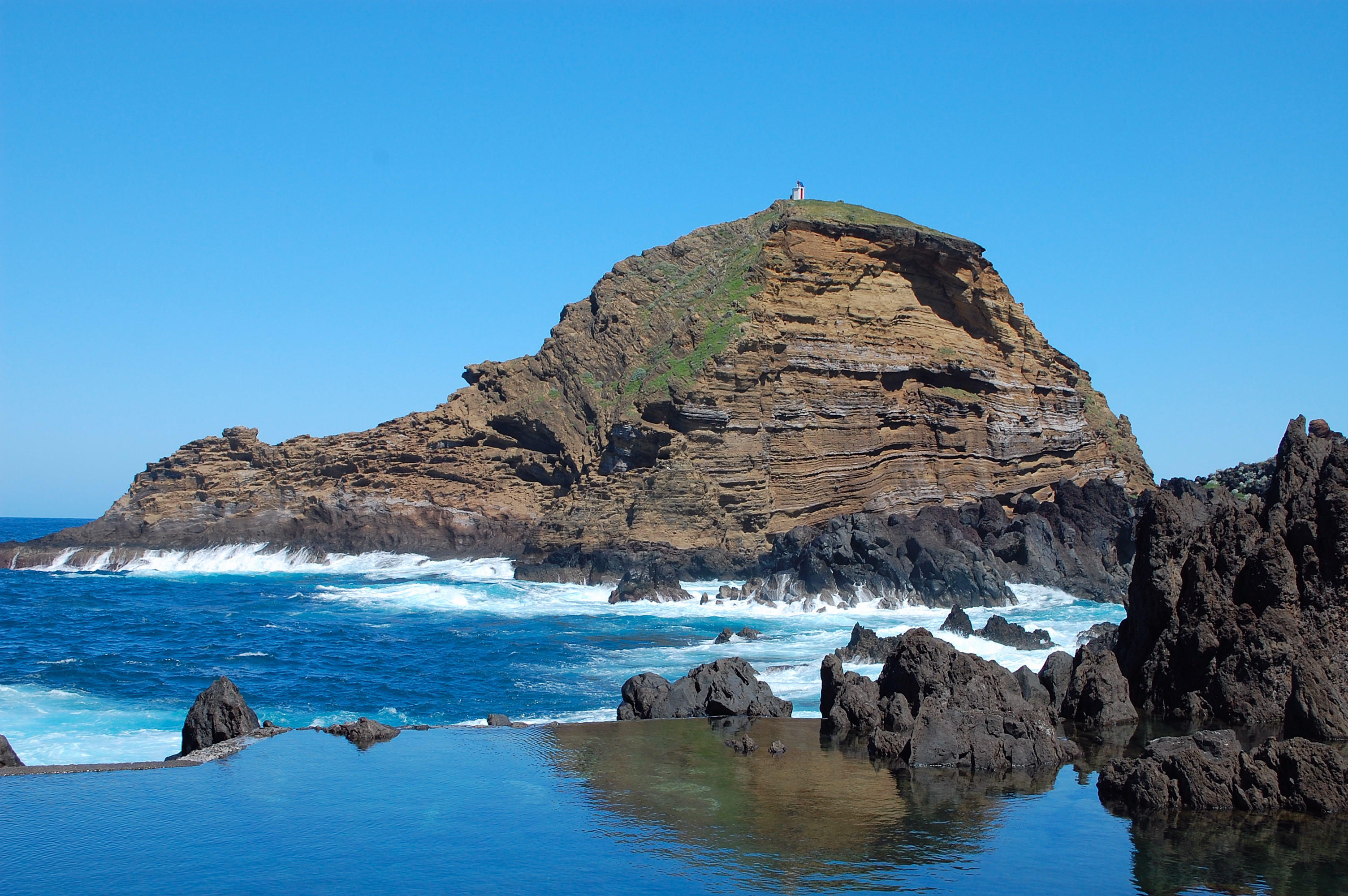

Câmara de Lobos · Ilhéu Chão · Ilhéu de Cima · Ilhéu de Ferro · Ponta da Agulha · Ponta do Pargo · Ponta de São Jorge · Ponta de São Lourenço · Porto Moniz · Ribeira Brava · Selvagem Grande · Selvagem Pequena